# Traumalix dolo Cup 2016
Der Traumalix dolo Cup 2016 in Basel war der zweite Traumalix dolo Cup.

## Modus
In dieser Austragung spielten 4 Mannschaften im Modus «Jeder gegen jeden» mit je einem Spiel um den Cup. Bei Punktgleichheit entschied die bessere Tordifferenz, danach die Zahl der geschossenen Tore.

## Resultate
| Pl.                    |  | Verein                   | Sp. | S | U | N | Tore    | Diff. | Punkte |
| ---------------------- |  | ------------------------ | --- | - | - | - | ------- | ----- | ------ |
| 1.                     |  | Rhein-Neckar Löwen       | 3   | 3 | 0 | 0 | 090:610 | +29   | 06:00  |
| 2.                     |  | HBW Balingen-Weilstetten | 3   | 2 | 0 | 1 | 070:620 | +8    | 04:20  |
| 3.                     |  | RTV 1879 Basel           | 3   | 1 | 0 | 2 | 060:800 | −20   | 02:40  |
| 4.                     |  | TSV St. Otmar St. Gallen | 3   | 0 | 0 | 3 | 064:810 | −17   | 00:60  |
| Stand: 12. August 2018 |  |                          |     |   |   |   |         |       |        |

| \| Rhein-Neckar Löwen \| |
| Mannschaften             |
| Rhein-Neckar Löwen       |

| Rhein-Neckar Löwen |

### Spiele
| 13. August 2016 15:00 Uhr | Rhein-Neckar Löwen | 38:24 | TSV St. Otmar St. Gallen | Sporthalle Rankhof Schiedsrichter: Brunner, Salah |
| 13. August 2016 15:00 Uhr | (21:13)            |       |                          | Sporthalle Rankhof Schiedsrichter: Brunner, Salah |
| 13. August 2016 15:00 Uhr |                    |       |                          | Sporthalle Rankhof Schiedsrichter: Brunner, Salah |

| 13. August 2016 17:00 Uhr | RTV 1879 Basel | 20:30 | HBW Balingen-Weilstetten | Sporthalle Rankhof Schiedsrichter: Jergen, Zaugg |
| 13. August 2016 17:00 Uhr | (10:16)        |       |                          | Sporthalle Rankhof Schiedsrichter: Jergen, Zaugg |
| 13. August 2016 17:00 Uhr |                |       |                          | Sporthalle Rankhof Schiedsrichter: Jergen, Zaugg |

| 14. August 2016 9:30 Uhr | RTV 1879 Basel | 26:24 | TSV St. Otmar St. Gallen | Sporthalle Rankhof Schiedsrichter: Hennig, Meier |
| 14. August 2016 9:30 Uhr | (12:10)        |       |                          | Sporthalle Rankhof Schiedsrichter: Hennig, Meier |
| 14. August 2016 9:30 Uhr |                |       |                          | Sporthalle Rankhof Schiedsrichter: Hennig, Meier |

| 14. August 2016 11:30 Uhr | HBW Balingen-Weilstetten | 23:26 | Rhein-Neckar Löwen | Sporthalle Rankhof Schiedsrichter: Brunner, Salah |
| 14. August 2016 11:30 Uhr | (9:17)                   |       |                    | Sporthalle Rankhof Schiedsrichter: Brunner, Salah |
| 14. August 2016 11:30 Uhr |                          |       |                    | Sporthalle Rankhof Schiedsrichter: Brunner, Salah |

| 14. August 2016 14:30 Uhr | TSV St. Otmar St. Gallen | 16:17 | HBW Balingen-Weilstetten | Sporthalle Rankhof Schiedsrichter: Brunner, Salah |
| 14. August 2016 14:30 Uhr | (6:10)                   |       |                          | Sporthalle Rankhof Schiedsrichter: Brunner, Salah |
| 14. August 2016 14:30 Uhr |                          |       |                          | Sporthalle Rankhof Schiedsrichter: Brunner, Salah |

| 14. August 2016 16:30 Uhr | Rhein-Neckar Löwen | 26:14 | RTV 1879 Basel | Sporthalle Rankhof Schiedsrichter: Hennig, Meier |
| 14. August 2016 16:30 Uhr | (14:7)             |       |                | Sporthalle Rankhof Schiedsrichter: Hennig, Meier |
| 14. August 2016 16:30 Uhr |                    |       |                | Sporthalle Rankhof Schiedsrichter: Hennig, Meier |